# Aeroportul Internațional Massawa
Aeroportul Internațional Massawa (IATA: MSW, ICAO: HHMS) este un aeroport din Eritreea ce deservește zona Massawa. A fost numit după zona deservită.
Situat la o altitudine de 63 m, aeroportul dispune de 1 pistă.

## Infrastructură

### Piste
Aeroportul dispune de o singură pistă. Pista 07/25 are suprafața de beton și dimensiunile 3.500 m × 45 m. 